# Soul Boy
Soul Boy ist der Debütfilm der ghanaisch-kenianischen Regisseurin Hawa Essuman. Er entstand unter der Supervision des deutschen Regisseurs und Filmproduzenten Tom Tykwer in Kibera, einem der größten Slums des afrikanischen Kontinents – mitten in Nairobi, Kenia.

## Handlung
Nairobi, Kenia. Der 14-jährige Abila lebt mit seinen Eltern in Kibera, einem der größten Slums Ostafrikas. An einem ganz gewöhnlichen Morgen findet der Junge seinen Vater krank und wie von Sinnen vor. Man habe ihm seine Seele geraubt, stammelt der Vater zusammengekauert in einer Ecke. Abila, verwirrt und schockiert, will ihm helfen und begibt sich auf die Suche nach einer möglichen Heilung.
Unterstützt von seiner gleichaltrigen Freundin Shiku findet er heraus, dass der Vater seine Seele bei einer Geisterfrau verspielt hat. So recht will der Junge daran nicht glauben und macht sich auf die Suche nach der Hexe. Als er diese schließlich in den dunkelsten Winkeln des Ghettos aufspürt, stellt sie ihm sieben herausfordernde Aufgaben, um die verlorene Seele seines Vaters zu retten. Abila begibt sich auf eine abenteuerliche Reise quer durch den Mikrokosmos seiner Heimatstadt.

## Hintergrund
Im September 2008 trafen Marie Steinmann und Tom Tykwer mit Ginger und Guy Wilson (von der in Nairobi ansässigen Filmproduktionsfirma Ginger Ink) zusammen, um ein Projekt aus der Taufe zu heben, das die Arbeit von One Fine Day e. V. und der britischen Partner-NGO Anno’s Africa auf den Bereich der Filmkunst ausweiten sollte. Das Konzept für das Pilotprojekt sah vor, mit möglichst überschaubarem Budget einen Film-Workshop in Nairobi zu entwickeln.
Unter der Leitung von Tom Tykwer konnte ein kleines Team professioneller Crewmitglieder mit einem sehr viel größeren Stab an jungen Auszubildenden einen mittellangen Spielfilm in Kibera, Nairobis größtem Slum realisieren. Erstes Ziel war, neugierige und lernhungrige Ansässige aus Nairobi und natürlich vor allem Bewohner des Slums in die praktische Arbeit an einem ambitionierten Spielfilm zu integrieren, um so fachliche Kenntnisse zu vermitteln, Berufsperspektiven zu schaffen und natürlich inspirierende Spuren zu hinterlassen.
Schnell entwickelte das Projekt eine erstaunliche Eigendynamik. Der kenianische Autor Billy Kahora entwarf mit Tykwer das Konzept für einen Film (Soul Boy), der die Geheimnisse und Mythen dieses vielschichtigen sozialen Mikrokosmos in eine moderne und zugleich märchenhaft anmutende Geschichte übersetzt.
Die junge ghanaisch-kenianische Regisseurin Hawa Essuman übernahm die Regie.
Die Drehbucharbeit beanspruchte nach kurzer, intensiver Recherche in Kibera etwa sechs Wochen. Das Casting für den Film dehnte sich auf die ganze Stadt aus; in mehreren Slums wurde – mit Unterstützung von Anno’s Africa – gleichzeitig an Schulen und in den Gassen vor Ort nach jungen Schauspielern gesucht.
Schließlich wurde Soul Boy vom 17. November bis 1. Dezember 2008 gedreht.

## Preise
- Dioraphte Publikumspreis, International Film Festival Rotterdam[2]
- Veto Award, Afrika-Filmfestival, Leuven, Belgien
- Signis Award, Zanzibar International Film Festival, Sansibar, Tansania[3]
- Polish Filmmakers Association Award, Ale Kino!, Poznań, Polen
- Best Kurzfilm, Kalasha Awards, Nairobi, Kenia[4]
- Bester Hauptdarsteller: Samson Odhiambo, Kalasha Awards, Nairobi, Kenia[5]
- Bestes Drehbuch: Billy Kahora, Kalasha Awards, Nairobi, Kenia[6]
- Bester Darsteller: Samson Odhiambo, Kenya International Film Festival, Nairobi, Kenia[7]
- Bester Ost-Afrikanischer Film, Kenya International Film Festival, Nairobi, Kenia[7]
- Besondere Erwähnung “Passeurs d’images” prize, Festival Ciné Junior (International Film Festival for Young people), Paris, Frankreich
- Preis der jungen Jury, Festival Ciné Junior, Paris, Frankreich
- Bester Kinderfilm, Film Festival Recklinghausen, Deutschland[8]
- Spiritual Film Festival Award, Paris
- Bester Editor: Ephantus Ng'ethe Gitungo, African Movie Academy Awards[9]

## Festivalteilnahmen

### Deutschland
2010
- Internationale Filmfestspiele Berlin (Berlinale)[10]

### International (Auswahl)
2010
- Göteborg International Film Festival[11] (Wettbewerbsteilnahme Focus: Africa)
- International Film Festival Rotterdam[12] (Wettbewerbsteilnahme Signals – Where Is Africa und Auszeichnung Dioraphte Audience Award)
- Afrika-Filmfestival[13] (Wettbewerbsteilnahme und Auszeichnung Veto Award)
- Edinburgh International Film Festival[14]
- Durban International Film Festival[15]
- Cinemafrica Stockholm[16]
- Nairobi, Kenya Premiere
- African Film Festival Tarifa[17]
- Sydney Film Festival[18]
- Khouribga Maroc[19]
- Seoul Intl Youth Film Festival[20]
- Montreal World Film Festival[21]
- Cinemas D'Afrique[22]
- Cambridge Film Festival[23]
- Montreal Intl Black Film Festival[24]
- Films From the South OSLO[25]
- Hamptons Intl Film Festival[26]
- Warsaw Film Festival[27]
- Carlow African Film Festival[28]
- Discovery Film Festival[29]
- Chicago Intl Children’s Film Festival[30]
- Carthage Film Festival[31]
- African Diaspora Film Festival NY[32]
- Palm Springs Film Festival[33]
- San Diego Black Film Festival[34]
- Adelaide Film Festival[35]
- FESPACO, Burkina Faso[36]
- Birds Eye View FF[37]
- FEBIOFEST[38]
- Toronto IFF for children[39]
- ReelWorld Film Festival[40]
- Ecrans Noirs - Cameroun[41]
- Rwanda Film Festival[42]
- Zanzibar Film Festival, Tanzania[43]
- Zimbabwe International Film Festival
- Kenya International Film Festival[44]
- Amakula Kampala International FilmFestival Uganda[45]
- Ethiopia Film Festival[46]
- Festival du film de Dakar, Senegal
- Quintessence, Benin[47]

2011
- Cinema Le Bretagne (France)[48]
- Plein La Bobine (France)[49]
- Addis Film Festival (Ethiopia)[50]
- Chennai Women In Films Festival (India)[51]
- Fiuggi Family Festival (Italy)[52]
- Salaam Festival (Denmark)[53]
- Cine Sparks Festival (Australia)[54]